# كريس دوغان (لاعب كرة قدم)
كريس دوغان (بالإنجليزية: Chris Duggan)‏ هو لاعب كرة قدم أسترالي في مركز الدفاع، ولد في 30 يناير 1994 في برث في أستراليا. لعب مع نادي بارتيك ثيسل ونادي دمبرتون.

## وصلات خارجية
- كريس دوغان على موقع قاعدة بيانات كرة القدم.إي يو (الإنجليزية)
- كريس دوغان على موقع Soccerbase.com (لاعب) (الإنجليزية)